# Kontenplan
Der Kontenplan (englisch chart of accounts) ist im Rechnungswesen die tatsächliche Gliederung aller Konten eines Unternehmens auf Grundlage der Dezimalklassifikation. 

## Allgemeines
Der Kontenplan ist ein systematisches Verzeichnis sämtlicher Konten einer Buchführung, meist in Anlehnung an einen nicht gesetzlich vorgeschriebenen, aber von einzelnen Wirtschaftsverbänden empfohlenen Kontenrahmen erstellt und auf die individuellen Bedürfnisse eines Unternehmens zugeschnitten. Der Kontenplan gibt an, welche Konten überhaupt geführt werden und zu welchen Kontengruppen oder Kontenklassen sie zusammengefasst sind. Jedes Unternehmen verwendet in seiner Buchhaltung nur gerade diejenigen Konten des Kontenrahmens, die es gemäß den bei ihm vorkommenden Geschäftsvorfällen benötigt, den Rest lässt es weg. Darüber hinaus steht es ihm frei, bei Bedarf weitere Konten hinzuzufügen, die gegebenenfalls von seinem Wirtschaftsverband gar nicht vorgesehen worden sind.
Die Kontierung der Buchungsbelege erfolgt anhand des Kontenplans. 

## Einteilung
Die Konten werden in zehn Kontenklassen von 0 bis 9 eingeteilt, die wiederum nach dem Dezimalsystem in Kontengruppen aufgeteilt sind. Ihre Gliederung richtet sich meist am Jahresabschluss, also an der Schlussbilanz und der Gewinn- und Verlustrechnung aus, in welche die Salden aller Konten einfließen. Dabei wird systematisch nach Bestandskonten (Aktivkonto, Passivkonto) für die Bilanz und nach Erfolgskonten (Aufwandskonto und Ertragskonto) für die Gewinn- und Verlustrechnung unterschieden. 
| Kontenklasse | Bezeichnung                                   | Kontengruppe | Kontenart              |
| ------------ | --------------------------------------------- | --- | ---------------------- |
| 0            | immaterielle Vermögensgegenstände Sachanlagen | 02 Grundstücke, grundstücksgleiche Rechte und Bauten, einschließlich Bauten auf fremden Grund: 0200 unbebaute Grundstücke 0210 bebaute Grundstücke 0290 kumulierte Abschreibungen zu bebauten Grundstücken 0300 Gebäude 0390 kumulierte Abschreibungen zu Gebäuden 04 Technische Anlagen und Maschinen 0400 Maschinen 0490 Abschreibungen auf Maschinen | aktive Bestandskonten  |
| 1            | Finanzanlagen                                 | 01 Beteiligungen: 0100 Beteiligungen an verbundenen Unternehmen 0110 sonstige Anteile 0120 Ausleihungen 0121 Arbeitgeberdarlehen 0130 Wertpapierleihe 0190 Abschreibungen | aktive Bestandskonten  |
| 2            | Umlaufvermögen aktive Rechnungsabgrenzung     | 0200 Vorräte 0210 Fertigungsmaterial 0220 Fertigerzeugnisse 0230 Forderungen aus Lieferungen und Leistungen 0240 Forderungen an verbundene Unternehmen 0250 sonstige Vermögensgegenstände 0290 Rechnungsabgrenzungsposten 0295 Disagio | aktive Bestandskonten  |
| 3            | Eigenkapital Rückstellungen                   | 0300 gezeichnetes Kapital 0310 Kapitalrücklagen 0320 Gewinnrücklagen 0330 Gewinnvortrag/Verlustvortrag 0340 Jahresüberschuss/Jahresfehlbetrag 0350 Pensionsrückstellungen 0360 sonstige Rückstellungen | passive Bestandskonten |
| 4            | Verbindlichkeiten passive Rechnungsabgrenzung | 04 Verbindlichkeiten 0400 Verbindlichkeiten aus Lieferungen und Leistungen 0410 sonstige Verbindlichkeiten 0420 Anzahlungen auf Bestellungen 0430 Konzernverbindlichkeiten 0440 Unternehmensanleihen 0490 Rechnungsabgrenzungsposten | passive Bestandskonten |
| 5            | Erträge                                       | 0500 Umsatzerlöse 0510 Kapitalertrag aus Beteiligungen 0520 Zinsertrag 0590 sonstige Erträge | Ertragskonten          |
| 6            | betriebliche Aufwendungen                     | 0610 Materialkosten 0620 Personalkosten 0630 Abschreibungen 0640 Zinsaufwand | Aufwandskonten         |
| 7            | weitere Aufwendungen                          | 0710 Kostensteuern | Aufwandskonten         |
| 8            | Ergebnisrechnungen                            | |                        |
| 9            | Kosten- und Leistungsrechnung                 | |                        |

Die Untergliederung orientiert sich streng am Gliederungsschema für die Bilanz (§ 266 HGB) und Gewinn- und Verlustrechnung (§ 275 HGB).
Der Kontenplan orientiert sich am Kontenrahmen und berücksichtigt betriebsindividuelle Merkmale. Der Kontenplan soll sicherstellen, dass gleichartige Geschäftsvorfälle auf gleichen Konten gebucht werden, weil eine automatische Kontrolle der Richtigkeit der Kontierung nicht vorhanden ist.

## Mögliche Anpassungen
Der Kontenplan kann unternehmensindividuell durch Reduzierungen oder Erweiterungen an den vorgegebenen Kontenrahmen angepasst werden:
- Reduzierung der Anzahl der Konten: Ein Versicherungsunternehmen benötigt z. B. kein Konto „Vorräte“.
- Erhöhung der Anzahl der Konten durch Unterkonten:
  - Das Konto „Verbindlichkeiten aus Lieferungen und Leistungen“ wird in Unterkonten nach Kreditoren unterteilt.
  - Zur besseren Kontrolle der Kfz-Kosten wird unter „laufende Kfz-Kosten“ für jedes Fahrzeug des Fuhrparks ein Konto eingerichtet und mit dem Kfz-Kennzeichen beschriftet.
- Umbenennung einzelner Konten aus Vereinfachungsgründen. Die Nummer des Kontos darf bei Umbenennung nicht verändert werden. Beispielsweise erhält das Konto „Bank“ die Bezeichnung der Hausbank, sofern eine Bankverbindung zu mehreren Kreditinstituten vorhanden ist.

## Ruhende Konten
Konten, die zwar mit Buchwert in der Eröffnungsbilanz angelegt, dann aber im Laufe des Geschäftsjahres nicht für Buchungen benutzt wurden, nennt man ruhende Konten.

## Aufbewahrungsfrist
In Deutschland beträgt die Aufbewahrungsfrist für den Kontenrahmen nach § 257 Abs. 4 HGB und § 147 Abs. 3 AO zehn Jahre.

## International
Österreich
Aus dem Kontenrahmen des Österreichischen Produktivitäts- und Wirtschaftlichkeits-Zentrum (ÖPWZ) lässt sich folgender Kontenplan entwickeln:
Klasse 0: Anlagevermögen, 1 Vorräte, 2 Forderungen aus Lieferungen und Leistungen, 3 Rückstellungen, 4 Umsatzerlöse, 5 Wareneinsatz, 6 Löhne und Gehälter, 7 Abschreibungen, 8 Finanzerträge und Finanzaufwand und Klasse 9: Eigenkapital.
In Österreich beträgt die Aufbewahrungsfrist nach § 212 Abs. 1 UGB und § 132 Abs. 1 BAO sieben Jahre.
 Schweiz
In der Schweiz baut der individuelle Kontenplan auf dem Kontenrahmen KMU auf. Die einzelnen Kontenklassen sind: 0 Aktiven (Vermögenswerte), 1 Passiven (Eigenkapital und Verbindlichkeiten), 3 Betriebsertrag (operatives Ergebnis), 4 Waren-, Material- und Dienstleistungsaufwand (Wareneinsatz, Materialkosten), 5 Personalaufwand, 6 übriger Betriebsaufwand, Abschreibungen, Finanzerfolg, 7 Betrieblicher Nebenerfolg, betriebsfremder, außerordentlicher, einmaliger oder periodenfremder Erfolg, Steuern, 8 Abschluss.
Die Aufbewahrungsfrist beträgt nach Art. 958f OR zehn Jahre. Aus steuerlichen Gründen müssen Geschäftsunterlagen über Immobilien zwecks Berechnung der Eigennutzung 20 Jahre aufbewahrt werden.

## Abgrenzung
Der Kontenplan darf nicht mit dem Kontenrahmen verwechselt werden. Letzterer ist die branchenübergreifende Klassifikation aller möglichen, in allen Betriebsformen allgemein vorkommenden Konten, aus dem ein Unternehmen individuell seinen eigenen Kontenplan entwickelt.